# Rhopalephora
Rhopalephora là một chi thực vật có hoa trong họ Commelinaceae.